# رالف لورين
رالف لورين (بالإنجليزية: Ralph Lauren)‏ أو رالف أوشيتز (بالإنجليزية: Ralph Lifshitz)‏ وهو مصمم أزياء ورجل أعمال أمريكي ولد في يوم 14 أكتوبر 1939 في مدينة نيويورك في الولايات المتحدة وهو من أصل يهودي أشكنازي بيلاروسي ويملك ثروة مقدراها 7.5 مليار دولار ليكون الشخص 162 الأغنى في العالم، إبنته ديلان لورين هي مالكة شركة ديلان كاندي بار.

## روابط خارجية
- رالف لورين على موقع IMDb (الإنجليزية)
- رالف لورين على موقع الموسوعة البريطانية (الإنجليزية)
- رالف لورين على موقع مونزينجر (الألمانية)
- رالف لورين على موقع ميوزك برينز (الإنجليزية)
- رالف لورين على موقع إن إن دي بي (الإنجليزية)
- رالف لورين على موقع قاعدة بيانات الفيلم (الإنجليزية)